# The Texan (film 1920)
The Texan è un film muto del 1920 diretto da Lynn F. Reynolds. La sceneggiatura si basa sul romanzo The Texan di James B. Hendryx, pubblicato a New York nel 1918.

## Trama
A cavallo, in giro per il paese, Tex Benton vede una tartaruga: dopo aver catturato un coniglio, fa gareggiare i due animali per mettere alla prova la vecchia favola che vede vincitore quello più lento. In realtà, la corsa è vinta dal coniglio e il cowboy giura a sé stesso di adeguare i suoi comportamenti a quel modello. In una cittadina sul confine, Tex fa amicizia con l'indiano Bat, poi, a Wolfville, prende parte a un rodeo e decide che conquisterà Alice Marcum, una bella ragazza che però è corteggiata anche da un tipo che viene dall'est. Tex, la "lepre", perderà contro il novellino, la "tartaruga", perché quest'ultimo propone ad Alice di sposarla. Il cowboy, dal canto suo, decide che il matrimonio non fa per lui.

## Produzione
Il film, girato a Prescott, in Arizona, fu prodotto dalla Fox Film Corporation.

## Distribuzione
Il copyright del film, richiesto da William Fox, fu registrato il 31 ottobre 1920 con il numero LP15749.
Distribuito dalla Fox Film Corporation, il film uscì nelle sale cinematografiche USA nell'ottobre 1920 nella cosiddetta Tom Mix Series. In Danimarca, dove uscì il 15 gennaio 1923, venne rinominato Ene mod alle.